# Ryen, Oslo
Ryen är en stadsdel i Oslo. Det ligger i den norra delen av Østensjø precis vid gränsen till Nordstrand. 
Namnet på området kommer från gamla Ryen gård. Ryen gård revs 1983, och låg omkring där Ryenhjemmet idag ligger. Ryen är idag mest känd för Ryenkrysset, som är ett av Oslos vägknutpunkter. Precis i närheten av detta ligger t-banestationen Ryen station. T-banan har sina östliga vagnhallar på Ryen.